# AudioCarStereo
AudioCarStereo (ACS) är en italiensk tidning inriktad på bilstereoanläggningar. Den utges av TecniPress.